# Batalha de Saná (2014)
A Batalha de Saná marcou o avanço dos Houthis em Saná, a capital do Iêmen, e anunciou o início do controle armado do governo que se desenrolou nos meses seguintes. Os combates começaram em 9 de setembro de 2014, quando manifestantes xiitas sob o comando de Abdul-Malik al-Houthi marcharam para o gabinete do governo e foram atacados pelas forças de segurança, deixando sete mortos. Os confrontos aumentaram em 18 de setembro, quando quarenta foram mortos em um confronto armado entre os houthis liderados pelo comandante militar Mohammed Ali al-Houthi e apoiantes do partido extremista sunita Al-Islah, quando os houthis tentaram apoderar-se da Yemen TV, e em 19 de setembro, com mais de 60 mortos em confrontos entre os combatentes houthis e os militares e policiais no norte de Saná.  Até 21 de setembro, os houthis capturaram a sede do governo, marcando a queda de Saná. 